# Samantha Mumba
Samantha Tamania Anne Cecilia Mumba (Dublin, 18 januari 1983) is een Ierse popzangeres en actrice. Ze brak in het jaar 2000 door met de single Gotta Tell You, afkomstig van het gelijknamige debuutalbum. In 2002 maakte zij haar opwachting in de Amerikaanse film The Time Machine. Op 24 februari 2012 stapte ze in het huwelijk met Torray Scales.

## Biografie
Mumba werd geboren in Dublin en was het eerste kind van haar ouders Peter & Barbara Mumba. Op 6-jarige leeftijd kreeg de zangeres er een broertje bij: Omero, die tevens bekend is als acteur in Ierland. Voordat haar zangcarrière van de grond kwam, was Mumba diverse malen te zien in verschillende Ierse televisieseries. Toen ze 15 jaar oud was, werd ze in een nachtclub ontdekt door Louis Walsh, manager van o.a. Boyzone en Westlife. Walsh was onder de indruk van Mumba's talent en liet haar een platencontract tekenen bij Polydor Records. Hierna werkte Mumba in Zweden, Denemarken, Engeland en Ierland aan haar debuutalbum. Ze stopte zelfs met school, om zich beter op haar zangcarrière te kunnen concentreren. Mumba's eerste single Gotta Tell You verscheen in de zomer van 2000 en schoot meteen door naar de nummer 1 van de Ierse hitlijsten. In Engeland bleef het nummer steken op nummer 2. Het debuutalbum van Samantha, dat ook Gotta Tell You heette, verscheen kort daarna. De single wist zelfs in de VS hoge ogen te gooien. Het kwam daar op nummer 4 terecht van de Billboard Hot 100. Van het album gingen zo'n 4 miljoen stuks over de toonbank. Daaropvolgende singles waren Body II Body, Always Come Back To Your Love, Baby Come On Over (This Is Our Night) en Lately werden allemaal grote hits, met name in Ierland en Engeland. Mumba werd door sommigen gezien als de 'zwarte Britney Spears'. Zelf heeft de zangeres de stelling altijd verworpen. De remix-versie van Baby Come On Over (This Is Our Night) door de Britse groep K-Klass werd in 2002 genomineerd voor een Grammy Award. De zangeres wist de nominatie niet te verzilveren.
2002 was tevens het jaar waarin Mumba haar tweede album Woman zou uitbrengen. Echter, de verkoopcijfers van de eerste single I'm Right Here vielen zo tegen dat de uiteindelijke uitgave werd geannuleerd. Enkele promo-cd's van het album zijn wel verspreid en zijn dan ook collector's items bij de fans. Overigens zijn de meeste nummers van het album later wel op het internet verschenen. In 2007 maakte Mumba tijdens een interview bekend dat Woman als album nooit gepland stond en dat de gelekte songs slechts demo's waren waarin ze op zoek was naar de juiste sound, voordat ze door Polydor Records aan de kant werd gezet. In 2002 maakte de zangeres ook haar debuut op het witte doek met de film The Time Machine. Hierna is er vrij weinig meer rondom haar persoon vernomen. Er werd gezegd dat haar carrière in het slop raakte, wegens het feit dat Mumba verslaafd was aan drugs. Dit bleek later slechts een roddel te zijn. In een artikel van het PC World Magazine werd overigens gezegd dat Mumba momenteel aan een nieuw album werkt, met een nieuw label aan haar zijde. Echter, het is nooit officieel bevestigd. Begin dit jaar heeft de zangeres haar acteercarrière weer opgepakt. Ze werkt aan de film Johnny Was met Vinnie Jones en Eriq La Salle. 23 oktober 2006 verscheen er een verzamelalbum genaamd The Collection met haar grootste hits en aanvullend materiaal. In juni 2013 maakte Mumba haar comeback bekend op Twitter.

### Films
- The Time Machine (2002)
- Spin the Bottle (2003)
- Boy Eats Girl (2005)
- Nailed (2006)
- Johnny Was (2006)
- 3 Crosses (2007)
- Shifter (2007)
- Loftus Hall (2011)

## Prijzen en nominaties
- Grammy Award
  - 2001, Best Remixed Recording, Non-Classical (nominatie)
- Meteor Music Awards
  - 2002, Beste Zangeres (gewonnen)
- MOBO Awards
  - 2001, Best Album, Gotta Tell You (nominatie)
  - 2000, Best Video, "Gotta Tell You" (nominatie)
- Smash Hits
  - Poll Winners' Party Best New Female (gewonnen)

- Bibliothèque nationale de France: cb14037861f (data)
- Gemeinsame Normdatei: 135197163
- International Standard Name Identifier: 0000 0000 5516 2657
- Library of Congress Control Number: no2001033120
- MusicBrainz: 7d137f81-27a6-4c65-bf78-186116368860
- Système universitaire de documentation: 167282859
- Virtual International Authority File: 17422956
- WorldCat: E39PBJrKR9kDCj4FX6TMgxrQbd